# Az első X (Wolf Kati-album)
Az első X Wolf Kati második nagylemeze, az albumon az X-Faktor tehetségkutató versenyen az énekesnő által előadott 10 dal hallgatható meg.

## A lemez dalai[1]
1. From Sarah With Love (Kay Denar-Rob Tyger)
2. Hot Stuff (Pete Bellotte-Harold Faltermeyer-Keith Forsey)
3. Bring Me To Life (David Hodges-Amy Lee-Ben Moody)
4. Kiss From A Rose (Seal)
5. As (Stevie Wonder)
6. When Love Takes Over (David Guetta-Kelly Rowland-Miriam Nervo-Frédéric Riesterer-Olivia Nervo)
7. Un-Break My Heart (Diane Warren)
8. Saving All My Love For You (Michael Masser-Gerry Goffin)
9. Change The World (T. Sims-G. Kennedy-W. Kirkpatrick)
10. Respect (Otis Redding)